# اريك هولم
اريك هولم (بالإنجليزية: Eric Hulme)‏ (14 يناير 1949 في المملكة المتحدة - ) هو لاعب كرة قدم بريطاني في مركز حراسة المرمى. لعب مع نوتينغهام فورست ونادي غاينسبورو ترينيتي ووركشوب تاون ‏ ولينكولن سيتي أف سي وسبنيمور يونايتد ‏.

## وصلات خارجية
- اريك هولم على موقع قاعدة بيانات كرة القدم.إي يو (الإنجليزية)